# لبه بیوه

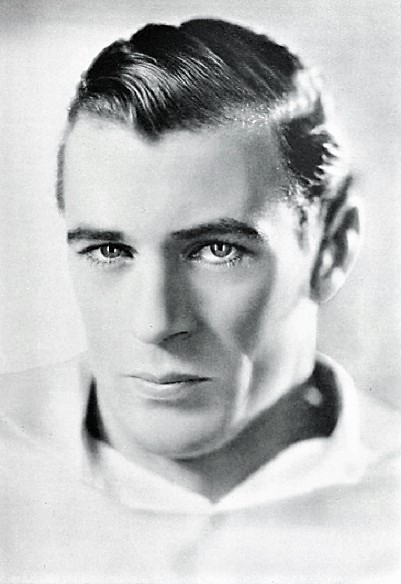
بازیگر گری کوپر با لبه بیوه مشخص

قله بیوه یا لبه بیوه (به انگلیسی: Widow's peak) یک نقطه V شکل در خط مو در مرکز پیشانی است. رشد مو در پیشانی در یک جفت میدان دور چشمی دو طرفه متوقف می‌شود. بدون قله بیوه، این نواحی در وسط پیشانی به هم می‌پیوندند تا خط مویی را ایجاد کنند که مستقیماً در سراسر پیشانی امتداد دارد. لبه بیوه زمانی حاصل می‌شود که نقطه تقاطع در پیشانی محیط‌های بالایی این ناحیه‌ها کمتر از حد معمول باشد.

## تعریف
قله بیوه یک نقطه مشخص در خط مو در مرکز پیشانی است. درجات مختلفی از آن وجود دارد. اگرچه معمولاً به عنوان نمونه ای از یک ویژگی ارثی غالب تدریس می‌شود، هیچ مطالعه علمی برای طرفداری از آن وجود ندارد.

## ریشه‌شناسی

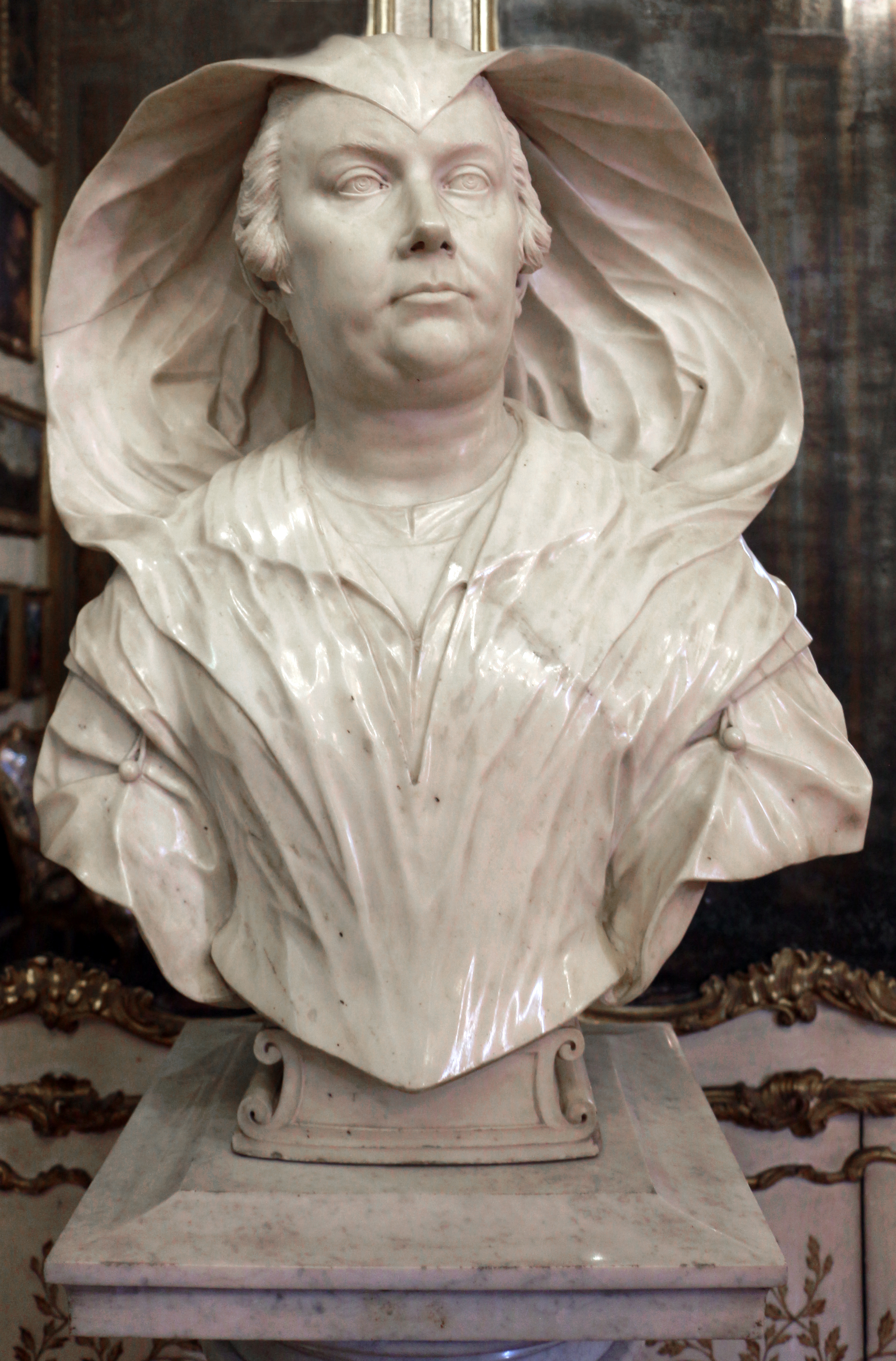
مجسمه Olimpia Maidalchini با کلاه بیوه.

این اصطلاح از این باور سرچشمه می‌گیرد که رشد مو تا نقطه‌ای روی پیشانی – که نشان‌دهنده اوج سرپوش یک بیوه است – نشانه بیوه شدن اولیه است. استفاده از قله یا لبه در رابطه با مو به سال ۱۸۳۳ برمی گردد و اصطلاح قله بیوه به سال ۱۸۴۹ برمی گردد استفاده از اوج ممکن است به نوک سرپوش اشاره داشته باشد، به ویژه مقنعه متمایز با یک تکه نوک تیز در جلو – یک سرانداز – که بیوه‌ها به عنوان مقنعه عزاداری متعلق به ۱۵۳۰ می‌پوشیدند توضیح دیگری برای منشأ این عبارت نشان می‌دهد که ممکن است مربوط به کلاه‌های عزا باشد که در اوایل قرن شانزدهم استفاده می‌شدند. کلاه عزاداری یا «کلاه مری استوارت» کلاهی است که دارای یک چین مثلثی بسیار متمایز از پارچه در وسط پیشانی است که لبه بیوه مصنوعی را ایجاد می‌کند. استفاده از لبه یا قله اشاره به نقطه ای در پارچه ای که روی پیشانی را می‌پوشاند حداقل به سال ۱۵۰۹ برمی گردد.

## علل
در برخی موارد، پیک‌های بیوه نشانه ای از سندرم Donnai-Barrow است، یک اختلال ژنتیکی نادر ناشی از جهش در ژن LRP2. سایر سندرم‌های ژنتیکی که گاهی با پیک‌های بیوه مرتبط می‌شوند عبارتند از سندرم Waardenburg و سندرم Aarskog.
پیک‌های بیوه در بین زنان اندکی شایع تر است، اگرچه در مطالعات اخیر این تفاوت از نظر آماری معنی دار نیست. مطالعات در میان گروه قومی ایسوکو در نیجریه نشان داد که ۱۵٫۴۵ درصد از مردان در مقایسه با ۱۶٫۳۶ درصد از زنان، لبه بیوه دارند.

## نمونه‌های قابل توجه
افرادی که دارای قله‌های طبیعی بیوه هستند عبارتند از خوانندگان لورن ژورگی، جک وایت، هری استایلز، کورتنی کارداشیان، کت بیلند، ربکا بلک، و زین مالیک، قهرمان شش دوره اسنوکر جهان، ری ریردون (نام مستعار دراکولا)، تنیس باز حرفه ای، تیلور فریتز، بازیگران کریس همسورث، کیانو ریوز، کیت هرینگتون، لئوناردو دی کاپریو، جان تراولتا، گریس کلی، بلیک لایولی، فران درشر، ریتا هیورث، مرلین مونرو، اندی گارسیا، کالین فارل، جیمز رودی، رکا، لوک ایوانز، و مدل مرد حمزه علی عباسی، و همچنین سیاستمداران پل رایان، رونالد ریگان، و اندرو جکسون.
در فیلم، این ویژگی اغلب با یک شرور یا آنتاگونیست همراه است. کنت دراکولا یک نمونه است. ادی مانستر – از برنامه تلویزیونی Munsters – نیز این خط موی متمایز را داشت. یکی دیگر از شخصیت‌های شرور که موهای قله بیوه‌ای دارد، جوکر از کتاب‌ها و فیلم‌های کمیک بتمن است. نامور، ساب مارینر مدت‌هاست که این ویژگی را حفظ کرده‌است. Vegeta از فرنچایز Dragon Ball به خاطر لبه بیوه اش شناخته شده‌است. هانیبال لکتر بارها در رمان‌هایی که داستان او را نشان می‌دهد، یکی از آنها را دارد. تصاویر اصلی شرلوک هولمز کارآگاه مشهور را با لبه بیوه برجسته ای همراه می‌کند، مانند تمام نقاشی‌های استیو دیتکو، خالق مرد عنکبوتی از پیتر پارکر، و طرحی از جیمز باند که شخصاً به سفارش نویسنده ، ایان فلمینگ، ساخته شده‌است. داک ساویج، قهرمان داستان‌های پالپ نیز این ویژگی مو را داشت.
به‌علاوه، لبه‌های بیوه برای سیاستمداران نظرسنجی خوبی نشان می‌دهند. طبق تحقیقات شاون روزنبرگ از دانشگاه کالیفرنیا-ایروین، «لبه بیوه (اگرچه بیشتر در مورد نامزدهای زن) مثبت آشکار بود. این امر با شایستگی و صداقت بیشتر در ارتباط بود.»